# Konde-Bande
Konde-Bande est une localité de la République démocratique du Congo, située dans la province du Bas-Congo.